# Запобіжні заходи
Запобіжні заходи — це заходи забезпечення кримінального провадження, що полягають у тимчасовому обмеженні прав людини згідно з кримінальним процесуальним законодавством, і мають на меті припинити та запобігти новим кримінальним правопорушенням, забезпечити виконання покладених на особу обов'язків та її належну поведінку.

## Підстави застосування
Запобіжні заходи застосовуються судом, слідчим суддею в порядку, передбаченому Кримінальним процесуальним кодексом України за наявності обґрунтованої підозри у вчиненні особою кримінального правопорушення, а також ризиків, що особа може:
- переховуватись від органів досудового розслідування та (або) суду;
- знищити, переховувати, або спотворити речі або документи, що мають істотне значення для встановлення об'єктивної істини у провадженні;
- незаконо впливати на свідків, потерпілого, експертів, спеціалістів, інших підозрюваних чи обвинувачуваних у цьому ж кримінальному провадженні;
- перешкоджати кримінальному провадженню;
- продовжити вчинення чи вчинити нове кримінальне правопорушення.

## Запобіжні заходи
Запобіжними заходами у кримінальному процесі є:
1. Особисте зобов'язання
2. Особиста порука
3. Застава
4. Домашній арешт
5. Тримання під вартою

Крім цього, тимчасовим запобіжним заходом є затримання.
Під час досудового розслідування кримінальних проступків застосовуються лише особисте зобов'язання й особиста порука.
В окремих випадках також застосовуються такі запобіжні заходи:
1. Передання неповнолітнього підозрюваного чи обвинуваченого під нагляд — у провадженні щодо неповнолітніх (ст. 493 КПК)
2. Передання на піклування з обов'язковим лікарським наглядом; поміщення до закладу з надання психіатричної допомоги — у провадженні щодо застосування примусових заходів медичного характеру (ст. 508 КПК)
3. Тимчасовий та екстрадиційний арешт (ст. 583, 584 КПК)

## Обставини, що враховуються слідчим суддею, судом, при обранні запобіжного заходу
При вирішенні питання про обрання запобіжного заходу, крім наявності ризиків, зазначених вище, слідчий суддя, суд на підставі наданих сторонами кримінального провадження матеріалів зобов'язаний оцінити в сукупності всі обставини, у тому числі:
1. вагомість наявних доказів про вчинення підозрюваним, обвинуваченим кримінального правопорушення;
2. тяжкість покарання, що загрожує відповідній особі у разі визнання підозрюваного, обвинуваченого винним у кримінальному правопорушенні, у вчиненні якого він підозрюється, обвинувачується;
3. вік та стан здоров'я підозрюваного, обвинуваченого;
4. міцність соціальних зв'язків підозрюваного, обвинуваченого в місці його постійного проживання, у тому числі наявність в нього родини й утриманців;
5. наявність у підозрюваного, обвинуваченого постійного місця роботи або навчання;
6. репутацію підозрюваного, обвинуваченого;
7. майновий стан підозрюваного, обвинуваченого;
8. наявність судимостей у підозрюваного, обвинуваченого;
9. дотримання підозрюваним, обвинуваченим умов застосованих запобіжних заходів, якщо вони застосовувалися до нього раніше;
10. наявність повідомлення особі про підозру у вчиненні іншого кримінального правопорушення;
11. розмір майнової шкоди, у завданні якої підозрюється, обвинувачується особа, або розмір доходу, в отриманні якого внаслідок вчинення кримінального правопорушення підозрюється, обвинувачується особа, а також вагомість наявних доказів, якими обґрунтовуються відповідні обставини;
12. ризик продовження чи повторення протиправної поведінки, зокрема ризик летальності.

### Обов'язки, що можуть бути покладені на особу
При обранні щодо особи запобіжного заходу, не пов'язаного з триманням під вартою, слідчий суддя, суд зобов'язує особу підозрюваного, обвинуваченого за кожною вимогою до суду або іншого визначеного державного органу, а також може покласти на неї один або декілька нижчеперелічених обов'язків, які визначаються з урахуванням віку особи, її матеріального та сімейного стану, виду діяльності та інших обставин, які її характеризують (необхідність їх покладення має бути доведена прокурором):
- прибувати до визначеної службової особи з певною періодичністю;
- не відлучатися без дозволу слідчого, прокурора, суду з населеного пункту, в якому він зареєстрований, проживає або перебуває;
- повідомляти вищезазначені органи про зміну місця проживання та/або роботи;
- утримуватися від спілкування з певною особою або спілкуватися з нею, дотримуючись певних умов;
- не відвідувати визначені місця;
- пройти курс лікування від наркотичної або алкогольної залежності;
- докласти зусиль щодо пошуку роботи або навчання;
- здати на зберігання до відповідних органів державної влади свій паспорт (паспорти) для виїду за кордон, інші документи, що дають право на виїзд з України чи на в'їзд до неї; ці документи повертаються негайно після скасування запобіжного заходу чи покладеного обов'язку;
- носити електронний засіб контролю.

У кримінальних провадженнях щодо кримінальних правопорушень, пов'язаних з домашнім насильством, суд додатково може застосувати до підозрюваного один або декілька обмежувальних заходів: заборона перебувати в місці спільного проживання, заборона наближатись до потерпілої особи тощо.

## Ухвала про застосування запобіжного заходу
В ухвалі про застосування запобіжного заходу слідчий суддя, суд зазначає відомості про:
- кримінальне правопорушення (його суть і правову кваліфікацію із зазначенням статті (частини статті) закону України про кримінальну відповідальність), у якому підозрюється, обвинувачується особа;

- обставини, які свідчать про існування ризиків, передбачених вище;

- обставини, які свідчать про недостатність застосування більш м'яких запобіжних заходів для запобігання ризикам, передбаченим статтею 177 КПК;

- посилання на докази, які обґрунтовують ці обставини;

- запобіжний захід, який застосовується.

В ухвалі про застосування запобіжного заходу, не пов'язаного з триманням під вартою, також зазначаються конкретні обов'язки, які покладаються на підозрюваного, обвинуваченого, та строк, на який їх покладено.